# Römer (Unternehmen)
Roemer-Helme ist ein deutsches Unternehmen für Motorradzubehör mit Stammsitz in Olpe in Nordrhein-Westfalen.

## Geschichte
Gegründet 1872 in Ulm  stellte Römer Motorradhelme zunächst Offiziershelme für das Kaiserreich her. Als einer der ersten Hersteller weltweit wurden Anfang des 20. Jahrhunderts die ersten Motorradhelme aus glasfaserverstärktem Kunststoff entwickelt und produziert. Später folgten noch Schutzhelme für die Bundeswehr, Feuerwehr und THW.
Seit 2006 ist die Firma Roleff Motorrad-Mode GmbH Markeninhaber von Römer Helmen. Die Produktentwicklung und der weltweite Vertrieb finden im Stammsitz in Olpe statt. 2010 betrug die Bilanzsumme über 2,6 Millionen Euro.

## Engagement
Römer engagierte sich stark im Motorradrennsport und konnte große Schritte zu Verbesserung der Sicherheit bei Sturzhelmen machen. Es folgten Innovationen in der Entwicklung zum Beispiel des Porsche Design Helms mit innenliegendem Visier.

## Nachfolgegesellschaft
Das Unternehmen meldete am 11. Juli 2015 die Liquidierung an. Die Markenrechte gingen im Juli 2015 an die neu gegründete Römer Systems GmbH über. Stammsitz des Unternehmens ist in Olpe.